# Ministério do Trabalho e Proteção Social da População
O Ministério do Trabalho e Proteção Social da População da República do Azerbaijão (em azeri:  Əmək və Əhalinin Sosial Müdafiəsi Nazirliyi) é uma agência governamental vinculada ao Gabinete do Azerbaijão, sendo responsável pela regulação dos mercados de trabalho e asseguração da proteção social da população do Azerbaijão. O ministério é dirigido atualmente por Səlim Müslümov, que ocupou o posto em 22 de outubro de 2013.

## História
O Ministério do Trabalho e da Proteção Social da População foi constituído em 10 de dezembro de 1992, pelo Decreto Presidencial de Abulfaz Elchibey. Antes do início do ministério, as atividades do mercado de trabalho e a proteção social da população eram tratadas pela Comissão de Estado da República do Azerbaijão sobre o Trabalho e Proteção social e, posteriormente, pelo Ministério da Previdência Social da República do Azerbaijão. A competência de legislação sobre o trabalho e a proteção social do povo azeri passou ao Ministério do Trabalho e Proteção Social da População a extinção tanto da Comissão quanto do Ministério da Previdência Social, ocorridas no mesmo ano.

## Atribuições do Ministério
As atribuições de competência do Ministério do Trabalho e Proteção Social da População são:
- Desenvolver e implementar uma política de Estado que visa gerar emprego e segurança social;
- Criar condições de trabalho para a população em idade economicamente ativa, aumentando necessariamente a eficiência e iniciativa, independentemente de seu estado organizacional-legal;
- A redução do desemprego e manutenção de um mercado de trabalho forte, com inclusão de grupos sociais vulneráveis, especialmente jovens, mulheres, refugiados e pessoas deslocadas internamente, deficientes e familiares de mártires;
- Cooperar com empresas estatais e não estatais no desenvolvimento de novas medidas destinadas a criação de emprego, formação profissional e melhora do mecanismo de trabalho, a fim de adaptar-se às condições de mercado;
- Melhorar atos legislativos no domínio da proteção social e apresentar propostas às autoridades competentes;
- Preparar propostas sobre a regulamentação das ajudas estatais aos pobres, idosos e deficientes para a organização de serviços sociais e de bem-estar;
- Tratar de questões trabalhistas e previdenciárias, e implementar programas de pesquisa com cooperação internacional nesses aspectos;
- Perícia médica e social, reabilitação das pessoas com deficiência e auxílio a pessoas com saúde vulnerável;
- Agir em parceria com empresas, instituições e organizações para garantir a segurança dos trabalhadores, condições de trabalho e higiene mínimas e remuneração e relações trabalhistas, exercendo o controle estatal sobre a execução dos atos legislativos no domínio.